# Афроазиатские ложные вампиры
Афроазиатские ложные вампиры (лат. Megaderma) — род летучих мышей семейства копьеносых. Представители этого рода встречаются в Южной и Юго-Восточной Азии.
Длина тела от 65 до 95 мм; нет видимого хвоста, длина предплечья 50—75 мм, вес 23—28 г.
Окраска M. spasma дымчатого синевато-серого цвета сверху и коричневато-серого снизу.
M. spasma селятся группами в пещерах, ямах, зданиях и полых деревьях. Образуют колонии по 3—30 особей. Потребляют в основном кузнечиков, моль, добычу несут в гнездо. Беременность длится 150—160 дней. Рождается один, изредка два детёныша. Потомство растёт быстро. Вскармливается молоком 2—3 месяца. Самцы достигают половой зрелости за 15 месяцев, самки за 19 месяцев.

## Виды
Согласно данным сайта Paleobiology Database, на август 2021 года к роду относят 1 современный и 5 вымерших видов:
- Megaderma spasma (Linnaeus, 1758) — Малайский ложный вампир
- † Megaderma brailloni Sigé, 1968
- † Megaderma franconica Ziegler, 1993
- † Megaderma lopezae Sevilla, 1990
- † Megaderma lugdunensis Depéret, 1892
- † Megaderma vireti Mein, 1965

Ранее к роду относили также индийского ложного вампира (ныне известен как Lyroderma lyra). Следует учитывать, что положение вымерших видов не уточнялось после разделения рода на собственно Megaderma и Lyroderma.